# Mentos
Mentos é uma marca de balas de menta muito popular em todo o mundo, tendo sido produzida inicialmente nos Países Baixos, na década de 1950.

## Sabores
Os sabores dos mentos são muitos, sendo hortelã o primeiro. Os mais populares são os sabores laranja, morango e frutas. Nos Países Baixos, são vendidos Mentos sabor alcaçuz. Abaixo está uma lista com os vários sabores, que podem ou não ser encontrados no seu país:
- Mentos Frutas
- Mentos Green Apple
- Mentos Morango
- Mentos Morango Edição Especial
- Mentos Frutas Vermelhas
- Mentos Mint
- Mentos Red Fruit
- Mentos Ice Grape
- Mentos Ice Cherry
- Pêssego Mentos
- Mentos Hierbabuena (Hortelã Verde)
- Morango Iogurte Mentos
- Cereja Iogurte Mentos
- Chocolate Mentos
- Toranjas Mentos
- Mentos Iogurte Limão
- Mentos Fresh Cola (Sabor refrigerante de cola)
- Mentos Cola Lemon (Sabor refrigerante de cola com limão)
- Mentos Guaraná e Laranja
- Mentos Spearmint
- Mentos Barley mint
- Mentos Sour Mix (Edição Limitada)
- Mentos Extreme (Edição Limitada)
- Mentos Air (Sabor Eucalipto)
- Mentos Honeyed Apple (Sabor Maçã com mel. Comercializada no Japão)
- Mentos Grape (Sabor Uva)
- Mentos Berry Mix (Sabor Frutas Vermelhas no geral)
- Mentos Fruit mix
- Mentos duo drop (metade limão e metade frutas vermelhas)
- Mentos Ume (Sabor Ume: Uma Fruta Exótica japonesa)
- Mentos Lemon Squash (Sabor Limonada)

## Publicidade

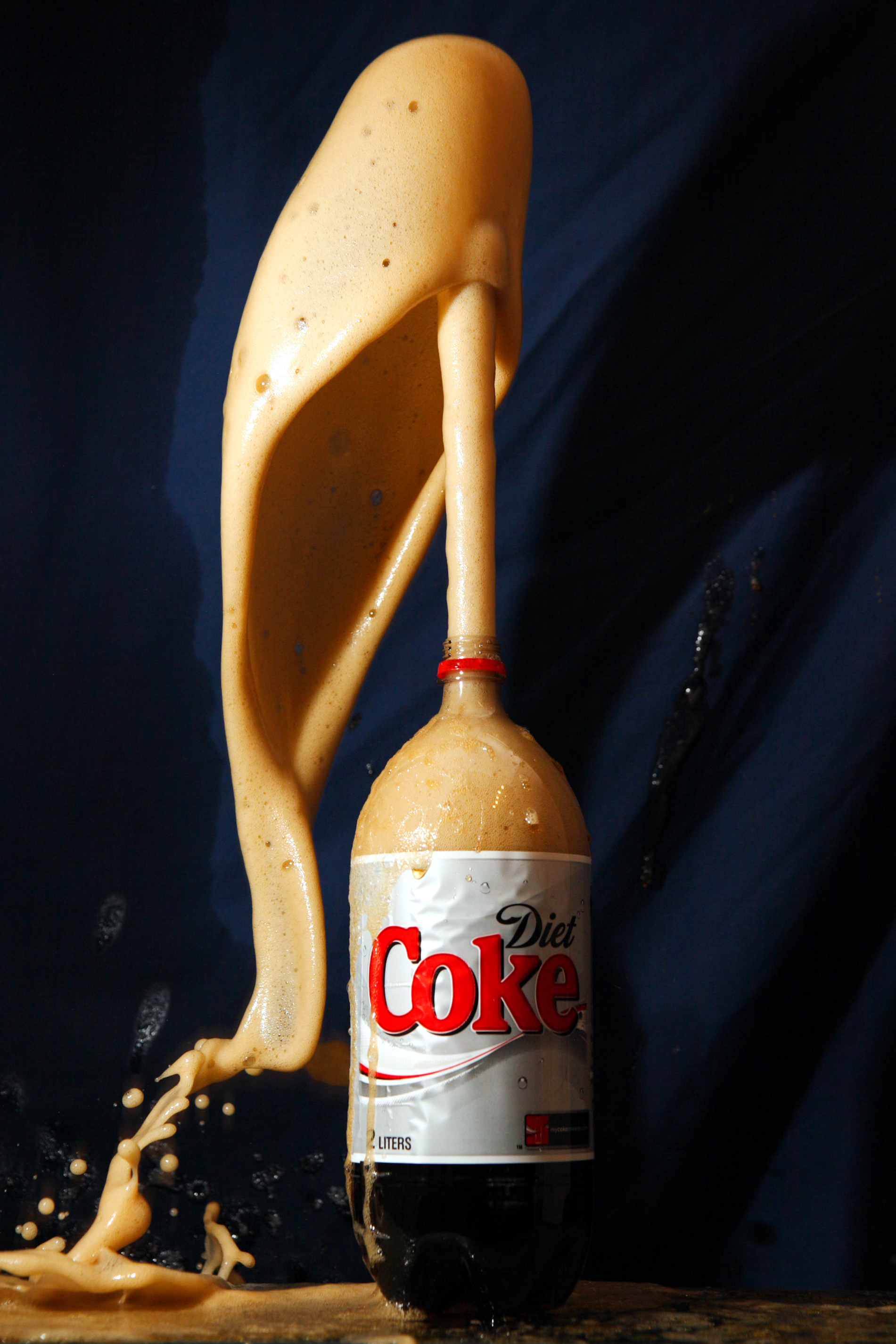
Instantâneo de uma garrafa de Diet Coke logo após o despejo de uma bala de mentos.

Os Mentos foram promovidos com recurso a campanhas de publicidade altamente criativas, aparecendo inclusive em várias séries, desenhos animados e filmes. Algumas campanhas foram muito populares como o "Mentos sem açúcar", em que vários pássaros, galinhas e papagaios cantando, assobiando e grasnando ao ritmo da canção de não não, não não não não-no-açúcar (não não não-não-não-não-livre de açúcar). A canção "o freshmaker" é uma paródia sobre diversos filmes.
Mas, sem dúvida, a melhor propaganda para os Mentos foi a expectativa criada quando se descobriu que provoca uma reação do tipo Geiser quando entra em contato com alguns elementos presentes em bebidas carbonatadas, colas e refrigerantes em geral. Alguém colocou um vídeo na Internet mostrando uma reação, e a partir disso muitas pessoas tentaram fazer a experiência, o que aumentou as vendas do produto.

## Concorrência
Um doce semelhante é o "Chewz", que é vendido nos Estados Unidos e fabricado pela Lance Inc. Seguidores da marca Mentos a têm como "anti-mente". O "Softfruits Trebor Softmints e " começou a vender de volta em 1981 no Reino Unido e pela Irlanda, Cadbury Schweppes são iguais à mente, mas algo mais suave.